# Билли Ганн
Монти Кип Сопп (англ. Monty Kip Sopp; род. 1 ноября 1963, Орландо, Флорида) — американский рестлер, наиболее известный как Билли Ганн (англ. Billy Gunn). В настоящее время выступает в All Elite Wrestling (AEW), где так же использует имя Дэдди Эсс (англ. Daddy Ass)
Ганн наиболее известен по выступлениям в World Wrestling Federation/Entertainment (WWF/E) с 1993 по 2004 год и с 2012 по 2015 год. Он также работал тренером в шоу WWE Tough Enough и был тренером в NXT. Он также известен своими выступлениями в Total Nonstop Action Wrestling (TNA) с 2005 по 2009 год.
В основном Ганн выступал в командных боях, он является 13-кратным командным чемпионом WWE с тремя разными партнерами (Барт Ганн, Роуд Догг и Чак Паламбо). Он также один раз становился интерконтинентальным чемпионом WWF и два раза хардкорным чемпионом WWF. Он является победителем турнира «Король ринга» 1999 года и был введен в Зал славы WWE в 2019 году как член группировки D-Generation X.

## Карьера в рестлинге

### Ранняя карьера (1989—1993)
После работы профессиональным наездником на быках в Профессиональной ассоциации ковбоев родео, Сопп оставил эту профессию, чтобы продолжить карьеру рестлера. Подготовленный Джерри Греем, Сопп боролся на независимой сцене в течение восьми лет (включая короткое пребывание в качестве усиливающего таланта в World Championship Wrestling (WCW)), прежде чем подписать контракт с World Wrestling Federation (WWF) в 1993 году.

### World Wrestling Federation/Entertainment (1993—2004)

#### «Дымящиеся пушки» (1993—1996)

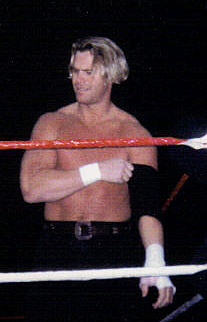
Билли Ганн в 1996 году

После нескольких недель виньеток, Сопп под именем Билли Ганн дебютировал в WWF 17 мая 1993 года в эпизоде Raw, объединившись со своим сюжетным братом Бартом Ганном и победив Тони Ваджа и Глена Рута. Дуэт, теперь известный как «Дымящиеся пушки», дебютировал на шоу King of the Ring, где вместе с братьями Штайнерами победил «Корпорацию Деньги» и «Хедшкринкеров» в матче команд из восьми человек. На SummerSlam дуэт в команде с Татанкой одержал победу над Бам Бам Бигелоу и «Хедшкринкеров». 22 января 1994 года Ганн принял участие в своем первом матче «Королевская битва», но был выбит Дизелем. В начале 1995 года Ганны выиграли свой первый командный титул, победив импровизированную команду Боба Холли и 1-2-3 Кида. Они удерживали титул до WrestleMania XI, где их победила команда Оуэна Харта и Ёкодзуны. Они снова завоевали титул в сентябре 1995 года.
15 февраля 1996 года Ганны отказались от титула, поскольку Билли требовалась операция на шее. После возвращения Билли, «Дымящиеся пушки» в третий раз завоевали командное чемпионство, победив «Годвиннов» в мае. После матча менеджер «Годвиннов» Санни отвернулась от своей команды в пользу Ганнов. 22 сентября на турнире In Your House: Mind Games Ганны проиграли титул Оуэну Харту и Британскому бульдогу. После матча Санни бросила Ганнов, заявив, что она будет менеджером только чемпионов. Билли, расстроенный потерей чемпионского титула и Санни, ушел от Барта, разрушив «Дымящиеся пушки».

#### Рокабилли, «Изгои нового века» и D-Generation X (1997—1998)
После расформирования «Пушек» Ганн взял перерыв, чтобы залечить травму. На WrestleMania 13 он победил Флэша Фанка, чем привлек внимание Хонки Тонк Мэна, который сделал Ганна своим протеже. В это время он принял новый образ — Рокабилли. Он использовал его на протяжении большей части 1997 года и в конце концов вступил в недолгую вражду с «Настоящим Дабл Джей» Джесси Джеймсом. В эпизоде Shotgun Saturday Night от 4 октября 1997 года Джеймс понял, что их карьеры идут в никуда, и предложил им объединиться в команду. Ганн согласился и разбил гитару о голову Хонки Тонк Мэна, чтобы закрепить их новый союз.
Джеймс и Рокабилли были быстро переименованы в «Дорожного пса» Джесси Джеймса и «Плохую задницу» Билли Ганна, соответственно, и их команда стала называться «Изгои нового века». Они быстро поднялись на вершину рейтинга команд и 24 ноября выиграли командный титул у «Легиона судьбы». Они также победили «Легион» в матче-реванше на шоу In Your House: D-Generation X.

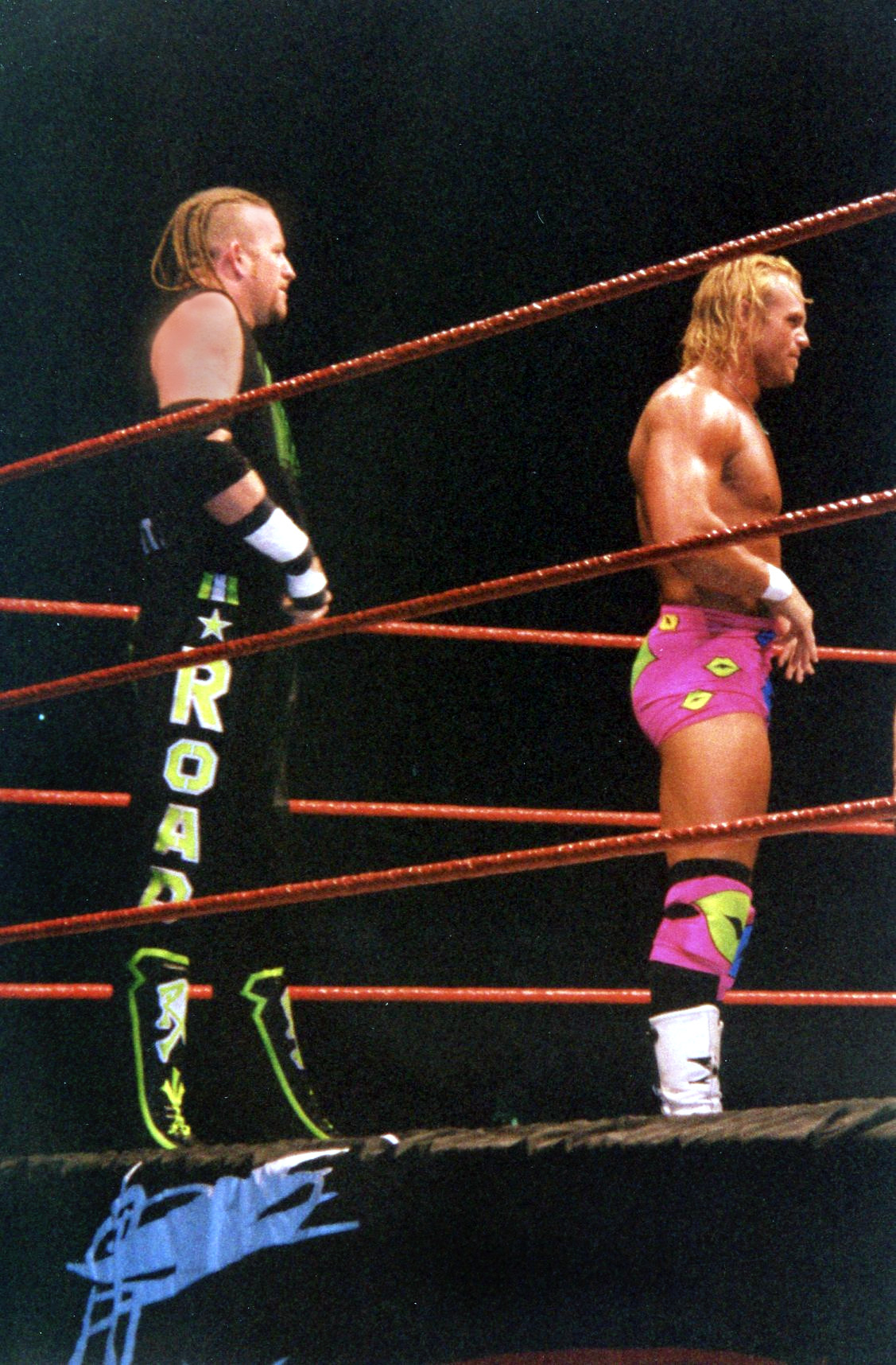
«Дорожный пёс" Джесси Джеймс и «Плохая задница» Билли Ганн (справа) в 1999 году

На Royal Rumble «Изгои нового века» вмешались в матч с гробом, чтобы помочь Шону Майклзу победить Гробовщика. На шоу No Way Out Of Texas «Изгои» объединились с Трипл Эйчем и Савио Вега (который заменил травмированного Шона Майклза), чтобы сразиться с Бензопилой Чарли, Кактусом Джеком, Оуэном Хартом и Стивом Остином. Однако они потерпели поражение. 2 февраля «Изгои» заперли Кактуса и Бензопилу в мусорном контейнере и столкнули его со сцены. Это привело к матчу с мусорным контейнером на WrestleMania XIV, где Кактус и Бензопила победили «Изгоев» и завоевали титулы командных чемпионов. На следующий вечер на Raw «Изгои нового века» во второй раз выиграли командное чемпионство, победив Бензопилу и Кактуса в матче в стальной клетке, но только после вмешательства Трипл Эйча, Чайны и Икс-пака. После матча «Изгои» официально стали членами D-Generation X (DX).
После присоединения к DX «Изгои» успешно защитили командное чемпионство против «Легиона судьбы 2000» на Unforgiven. DX начали враждовать с Оуэном Хартом и его новой группировкой «Нация доминации». В это время «Изгои нового века» начали вражду с Кейном и Мэнкайндом. На SummerSlam Мэнкайнд встретился с «Изгоями» в матче с гандикапом после того, как Кейн не явился на защиту титула. «Изгои» победили Мэнкайнда и завоевали титулы в третий раз. В декабре «Изгои» уступили титул Биг Босс Мену и Кену Шемроку из «Корпорации».

#### Мистер Задница и реформация «Изгоев» и DX (1999—2000)

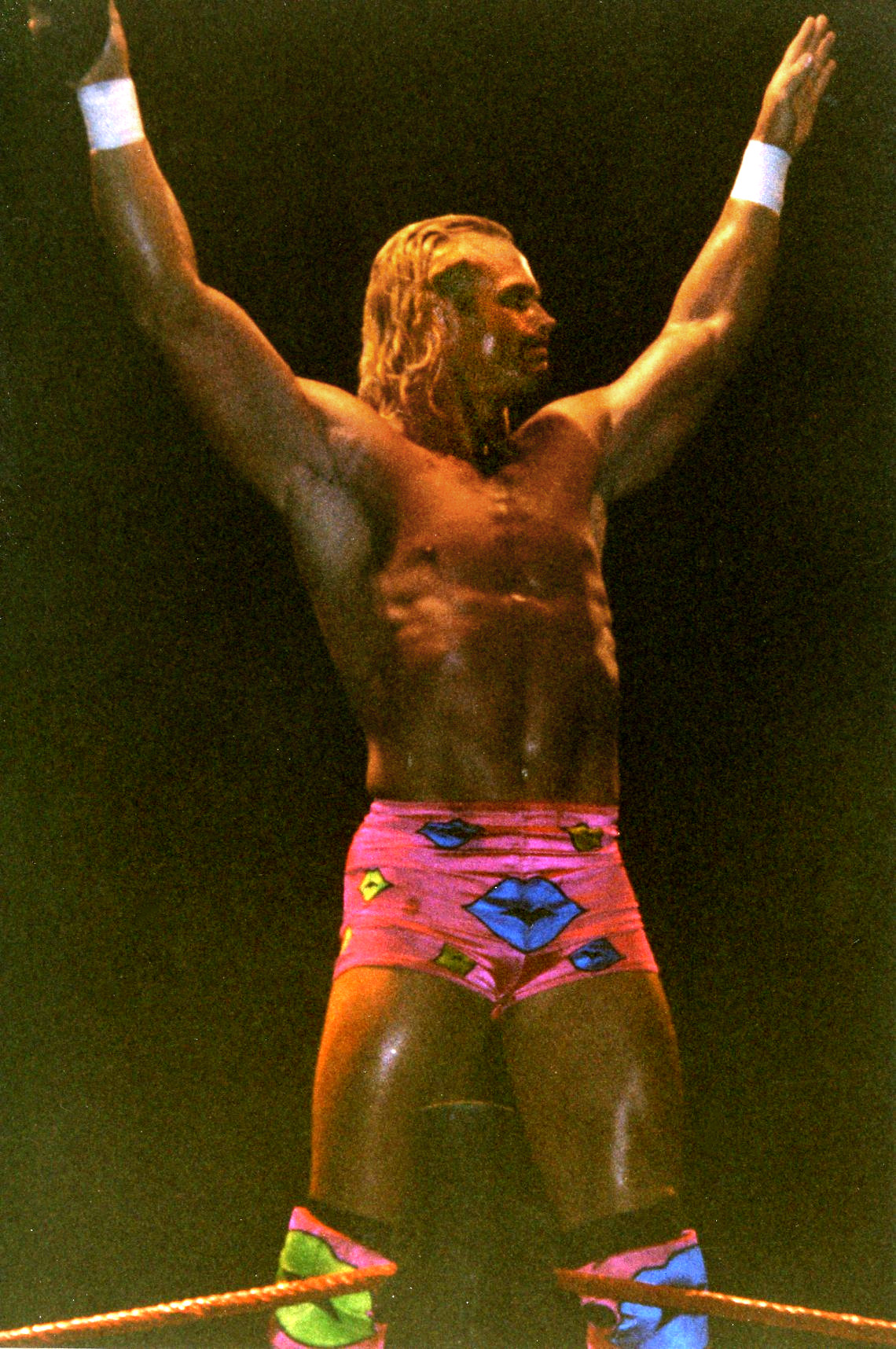
Ганн в 1999 году

Затем «Изгои нового века» стали больше внимания уделять одиночным матчам. В декабре 1998 года Роуд Догг выиграл хардкорное чемпионство WWF, и Ганн нацелился на титул интерконтинентального чемпиона. В 1999 году на Royal Rumble Ганн бросил безуспешный вызов Кену Шемроку в борьбе за титул интерконтинентального чемпиона. В следующем месяце на St. Valentine’s Day Massacre Ганн был специально приглашенным судьей на матче за титул интерконтинентального чемпиона между Вэлом Венисом и чемпионом Кеном Шемроком, где Ганн сделал быстрый отсчёт и объявил Вениса новым чемпионом, после чего напал на обоих.
В марте Ганн выиграл хардкорное чемпионство у Хардкора Холли. На WrestleMania XV Ганн проиграл титул Холли в матче «Тройная угроза», в котором также участвовал Эл Сноу. После этого «Изгои нового века» воссоединились, чтобы победить Джеффа Джарретта и Оуэна Харта на Backlash. После Backlash Ганн покинул D-Generation X и присоединился к Трипл Эйчу и Чайне. Ганн победил своего бывшего партнера, Роуд Догга, в матче на Over the Edge. Затем Ганн выиграл турнир «Король ринга», победив Кена Шемрока, Кейна и своего бывшего союзника Икс-пака. После «Короля ринга» Ганн, Трипл Эйч и Чайна продолжили вражду с Икс-паком и Роуд Доггом за права на название D-Generation X. Эта вражда достигла кульминации на Fully Loaded, когда Икс-пак и Роуд Доггом победили Ганна и Чайну.
Затем Ганн начал короткую вражду со Скалой. На SummerSlam Скала победил Ганна в матче «Поцелуй мою задницу». После этого Ганн недолго враждовал с Джеффом Джарреттом за титул интерконтинентального чемпиона WWF, а затем воссоединился с Роуд Доггом, чтобы воссоздать команду «Изгои нового века». «Изгои» выиграли свой четвёртый командный титул, победив The Rock 'n' Sock Connection в сентябре 1999 года. Позже «Изгои» воссоединились с Икс-паком и Трипл Эйчем, чтобы воссоздать группировку D-Generation X. В это время «Изгои» выиграли свой пятый командный титул, победив Мэнкайнда и Эла Сноу. На Royal Rumble 2000 года «Изгои нового века» сохранили свой титул против «Аколитов» после вмешательства Икс-пака. После этого «Изгои» враждовали с «Братья Дадли», которые выиграли командный титул на No Way Out. После разрыва вращательной манжеты плеча в матче с Дадли Ганн был исключен из D-Generation X за то, что «потерял крутость», объясняя свое предстоящее отсутствие для восстановления после травмы.

#### Единственный (2000—2001)
Ганн вернулся в октябре и сразу же объединился с Чайной для вражды с группировкой Right to Censor, которая хотела «подвергнуть цензуре» его образ «Мистер Задница». На No Mercy члены Right to Censor Стивен Ричардс и Вэл Венис победили Чайну и Ганна. По условиям матча, Ганн больше не мог использовать образ «Мистер Задница», поэтому на несколько недель он переименовал себя в Билли Джи, а затем стал на «Единственным» Билли Ганном. Затем Ганн враждовал с Эдди Герреро и остальными членами «Радикалов». На Survivor Series Ганн объединился с Роуд Доггом, Чайной и К-Квиком в матче против «Радикалов», который их команда проиграла. Несколько недель спустя на SmackDown! Ганн выиграл интерконтинентальное чемпионство у Герреро. Однако, владение титулом было недолгим, так как Крис Бенуа победил его две недели спустя на Armageddon. После вражды с Бенуа Ганн принял участие в «Королевской битве» 2001 года, где дошел до финальной четверки. Ганн вмешался в матч за титул хардкорного чемпиона на No Way Out и, воспользовавшись правилом 24/7, победил Ворона, получив титул. Чемпионство было недолгим, так как Ворон вернул его через несколько минут.

#### Билли и Чак (2001—2002)
В матче 2001 года на Sunday Night Heat Ганн победил Чака Паламбо, который недавно покинул «Альянс» и присоединился к WWF. После матча Ганн предложил им создать команду. Паламбо согласился, и Билли и Чак быстро поднялись на вершину командного дивизиона. Вначале они были обычным тандемом, но потом им придумали образ, при котором они становились всё более привязанными друг к другу, демонстрируя признаки сюжетных гомосексуальных отношений. В феврале 2002 года Билли и Чак победили Спайка Дадли и Тэзза и впервые в качестве команды завоевали титул командных чемпионов WWF. После завоевания титулов Билли и Чак нашли «личного стилиста» в лице эпатажного Рико. Они удерживали титул почти месяц, прежде чем проиграли его команде Эджа и Халка Хогана на эпизоде SmackDown! 4 июля.
На выпуске SmackDown! 5 сентября, после того как Билли проиграл матч Рею Мистерио, Чак сделал Билли предложение, попросив его стать его «партнером на всю жизнь», и подарил ему обручальное кольцо. Билли согласился, и через неделю, 12 сентября, в эпизоде SmackDown!, Билли и Чак провели свадебную церемонию. Однако перед тем, как связать себя узами брака, они рассказали, что все это было рекламным трюком, и отреклись от своей экранной гомосексуальности, признавшись, что они просто друзья. Проповедник оказался генеральным менеджером Raw Эриком Бишоффом, который затем вызвал «3-минутное предупреждение», чтобы избить Билли и Чака. Рико, разъяренный тем, что Билли и Чак отказались от своего образа, стал менеджером «3-минутного предупреждения» и перешел на Raw. На Unforgiven, «3-минутное предупреждение» победили Билли и Чака. Их последний совместный матч состоялся 3 октября на SmackDown! в первом раунде турнира за недавно созданный титул командных чемпионов WWE. Они проиграли матч команде Рона Симмонса и Преподобного Ди-Вона. После этого Ганн взял несколько месяцев перерыва из-за травмы плеча, а команда Билли и Чака тихо распалась.

#### Мистер Задница на SmackDown! (2003—2004)
После возвращения летом 2003 года, Ганн вернулся к образу «Мистер Задница», победив Эй-Трейна, а Торри Уилсон стала его новым менеджером. Он начал враждовать с Джейми Ноублом, что привело к матчу «Непристойное предложение» на Vengeance, который выиграл Ноубл и, благодаря условиям матча, выиграл ночь с Торри. Взяв перерыв из-за травмы плеча, Ганн вернулся в строй на Royal Rumble. После этого он выступал в основном на Velocity, время от времени создавая команду с Хардкором Холли. На Judgment Day Ганн и Холли бросили вызов Чарли Хаасу и Рико в борьбе за титул командных чемпионов WWE, но потерпели неудачу. На The Great American Bash Ганн проиграл Кензо Судзуки.
1 ноября 2004 года Сопп был освобожден от контракта с WWE. В июне 2005 года Сопп дал интервью, в котором он сильно критиковал WWE и события, которые привели к его освобождению. Многие негативные комментарии были направлены в сторону Трипл Эйча, который, по словам Соппа, «заправляет там всем».

### Возвращение в WWE (2012—2015)

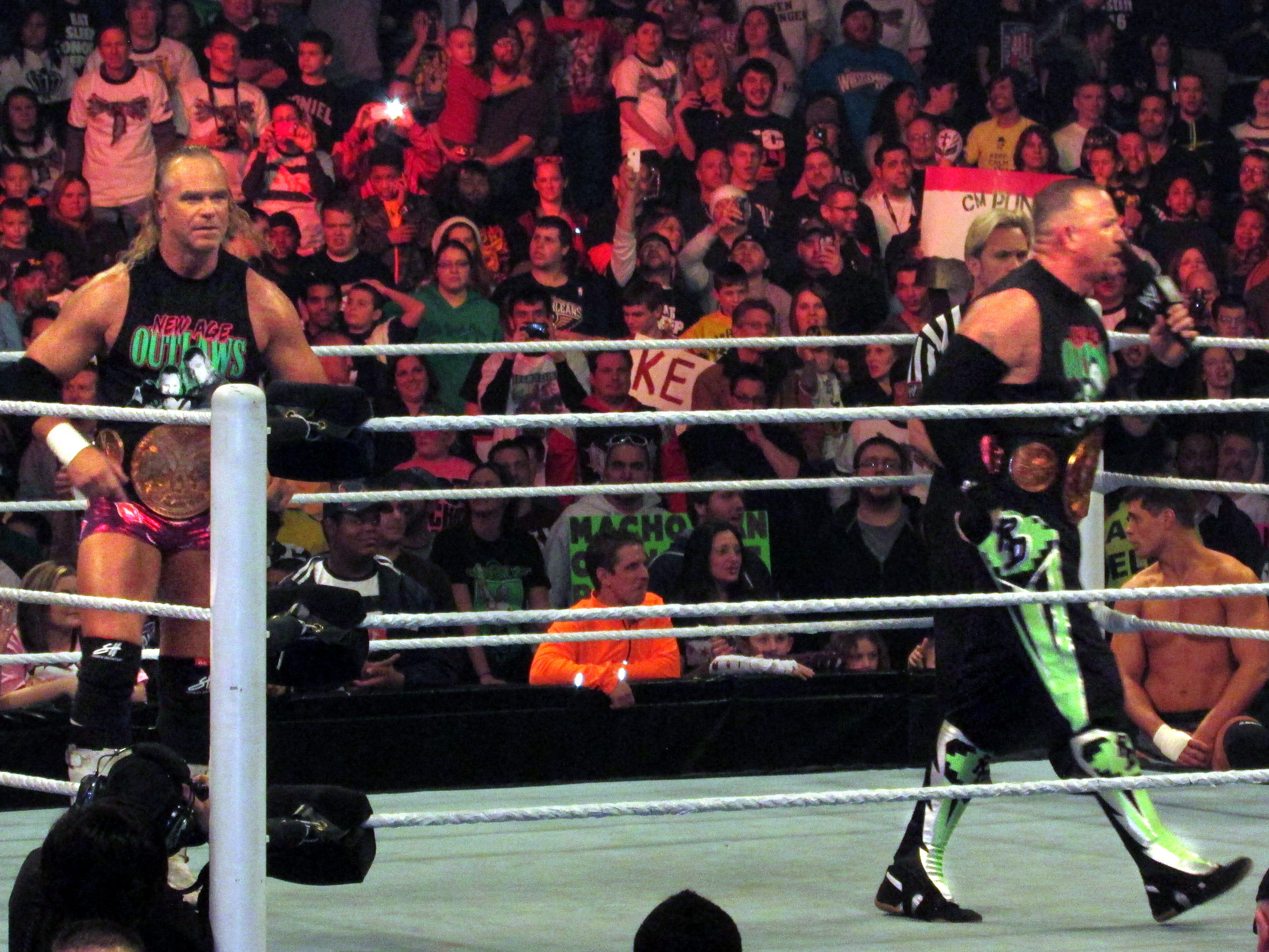
«Изгои нового века" в 2014 году

23 июля Сопп под своим именем Билли Ганн впервые за почти восемь лет выступил в WWE, воссоединившись с Роуд Доггом, Икс-паком, Шоном Майклзом и Трипл Эйчем, чтобы реформировать D-Generation X на одну ночь на 1000-м эпизоде Raw. В декабре 2012 года он был нанят WWE в качестве тренера для NXT в Тампе, Флорида. 4 марта 2013 года Ганн и Роуд Догг вернулись на Old School Raw, победив Примо и Эпико. 11 марта 2013 года они приняли вызов от команды «Стипендиатов Роудса» и встретились с ними в матче, который был прерван Броком Леснаром.
Затем он появился вместе с Роуд Доггом, чтобы помочь Си Эм Панку избавиться от «Щита» в помощь Родди Пайперу на Old School Raw 6 января 2014 года. В эпизоде SmackDown от 10 января «Изгои нового века» вместе с Си Эм Панком участвовали в матче против «Щита», но проиграли. В эпизоде Raw от 13 января «Изгои» снова объединились с Панком в матче-реванше против «Щита», но отвернулись от Панка и проиграли матч. 26 января во время пре-шоу Royal Rumble Ганн и Роуд Догг победили Коди Роудса и Голдаста и выиграли командное чемпионство WWE. На следующий вечер на Raw «Изгои» сохранили чемпионство против Роудса и Голдаста по дисквалификации, когда Брок Леснар напал на братьев. На следующей неделе на Raw «Изгои нового века» сохранили чемпионство против Роудса и Голдаста в матче в стальной клетке. 3 марта «Изгои» проиграли командный титул братьям Усо. У Ганна случилось кровохарканье после того, как он и его партнер по «Изгоям», Роуд Догг, пострадали от двойной тройной «пауэрбомбы» «Щита» на WrestleMania XXX.
Ганн вернулся на Raw вместе с Роуд Доггом в январе 2015 года, напав на «Вознесение» вместе с nWo и APA. На Royal Rumble «Изгои» столкнулись с «Вознесением», но проиграли. На WrestleMania 31 Ганн вместе с Роуд Доггом, Икс-паком и Шоном Майклзом воссоединились как D-Generation X, чтобы помочь Трипл Эйчу в его матче против Стинга. В мае Ганн был объявлен тренером в шестом сезоне шоу Tough Enough.
13 ноября 2015 года WWE официально объявила, что Сопп был освобожден от контракта с WWE после того, как провалил тест на употребление стимулирующих препаратов. Его тест на повышенный уровень тестостерона был положительным на соревнованиях по пауэрлифтингу 25 июля 2015 года, и он был отстранен от соревнований по пауэрлифтинга на четыре года.

## Личная жизнь
Сопп родился 1 ноября 1963 года в Орландо, Флорида, но считает своим родным городом Остин, Техас. Сопп женился на своей первой жене Тине Тиннелл 3 марта 1990 года. У них двое сыновей: Колтен (род. 18 мая 1991) и Остин (род. 26 августа 1994), которые также являются рестлерами. Пара рассталась в январе 2000 года, и их развод был окончательно оформлен 11 декабря 2002 года. С тех пор Сопп женился на своей давней подруге Пауле 24 января 2009 года. Сопп учился в Государственном университете Сэма Хьюстона.

## Титулы и достижения
- All Elite Wrestling
  - Чемпион мира AEW среди трио (1 раз) — с «Признанными» (Макс Кастер и Энтони Боуэнс)
- American Pro Wrestling Alliance
  - Чемпион Америки APWA (1 раз)[48]
- Bad Boys of Wrestling Federation
  - Чемпионат Арубы BBFW (1 раз)
- International Wrestling Federation
  - Командный чемпион IWF (2 раза) — с Бреттом Кольтом[49]
- Freedom Pro Wrestling
  - Командный чемпион FPW (1 раз) — с Роуд Доггом[50]
- Maryland Championship Wrestling
  - Телевизионный чемпион MCW (1 раз)
  - Командный чемпион MCW (1 раз) — с Би. Джи. Джеймсом[51]
- Pro Wrestling Illustrated
  - Команда года (1998)[52] с Роуд Доггом
  - Команда года (2002)[52] с Чаком
  - № 39 в топ 500 рестлеров в рейтинге PWI 500 в 1999[52]
- SmashMouth Pro Wrestling
  - Чемпион мира SPW в тяжёлом весе (1 раз)
- TWA Powerhouse
  - Командный чемпион TWA (1 раз) — с Би. Джи. Джеймсом[53]
- Vanguard Championship Wrestling
  - Чемпион VCW в тяжёлом весе (1 раз)[54]
- World Pro Wrestling
  - Чемпион WPW в тяжёлом весе (1 раз)[55]
- Wrestling Observer Newsletter
  - Худший матч года (2006)[56] TNA Reverse Battle Royal на TNA Impact!
- WWE/World Wrestling Federation/Entertainment
  - Хардкорный чемпион WWF (2 раза)[57]
  - Интерконтинентальный чемпион WWF (1 раз)[30][58]
  - Командный чемпион WWE (1 раз) — с Роуд Доггом
  - Командный чемпион мира WWE (10 раз) — с Бартом Ганном (3), Роуд Доггом (5) и Чаком (2)[9][12][13][16][18][25][26][31][59][60]
  - Король ринга (1999)[23]
  - Raw Bowl — с Бартом Ганном[61]
  - Зал славы WWE (2019) — как член D-Generation X[62]